# Kiril Ivkov
Kiril Lozanov Ivkov (Bulgaars: Кирил Лозанов Ивков) (Pernik, 21 juni 1946 – 24 mei 2025) was een Bulgaarse voetballer en voetbalcoach. Hij heeft gespeeld bij FC Metalurg Pernik, FK Minjor Pernik, Levski Sofia, FC Etar 1924 Veliko Tarnovo.

## Loopbaan
Ivkov maakte zijn debuut in Bulgarije in 1968. Hij heeft 44 wedstrijden gespeeld en hij heeft één doelpunt gescoord. Hij maakte deel uit van de selectie voor het voetbaltoernooi op de Olympische Zomerspelen 1968, waar Bulgarije een zilveren medaille won. Ivkov was tien keer aanvoerder van zijn land en speelde in het Wereldkampioenschap 1974
In 1974 en 1975 werd hij uitgeroepen tot Bulgaarse voetballer van het jaar.
Ivkov overleed op 24 mei 2025 op 78-jarige leeftijd.

## Erelijst
- Olympische spelen : 1968 (zilver)
- Parva Liga (4) : 1967–1968, 1969–1970, 1973–1974, 1976–1977
- Bulgarije beker (4) : 1969–1970, 1970–1971, 1975–1976, 1976–1977
- Bulgaars voetballer van het jaar (2) : 1974, 1975